# Бєляєва Тетяна Іллівна
Тетяна Іллівна Бєляєва (нар. 2 жовтня 1971 р., Львів) — українська самбістка і дзюдоїстка, перша в історії Незалежної України призерка чемпіонатів світу із дзюдо, учасниця двох Олімпіад, Заслужений майстер спорту України, тренерка.

## Біографія
Закінчила Кам'янець-Подільський педагогічний університет (1999).
Багаторазова чемпіонка України та призерка чемпіонатів світу та Європи. З 1991 до 1998 Виступала за львівське СКА (Навчально-спортивна база літніх видів спорту Міністерства оборони України (Львів)), з 1998 до 2000 — за спортивне товариство «Динамо».
Після завершення спортивної кар'єри працювала тренеркою із дзюдо в Дніпропетровську. Станом на жовтень 2011 р. працювала директоркою Дніпропетровського клубу дзюдо «Тайфун».

## Спортивні досягнення

### Самбо
Триразова чемпіонка світу та триразова чемпіонка Європи із самбо.

### Дзюдо
Учасниця літніх Олімпійських ігор 1996 р. в Атланті (5 місце), та літніх Олімпійських ігор 2000 р. в Сіднеї, бронзова призерка чемпіонату світу із дзюдо (1995 р.), бронзова призерка командного чемпіонату Європи (1992 р.), срібна призерка Чемпіонату світу серед студентів (1994 р.), бронзова призерка Ігор Доброї волі (1992 р.).

## Спортивні звання
Заслужена майстриня спорту з боротьби самбо, майстер спорту міжнародного класу з боротьби дзюдо.